# Le Pays (journal jurassien)
 (octobre 2024).
Si vous disposez d'ouvrages ou d'articles de référence ou si vous connaissez des sites web de qualité traitant du thème abordé ici, merci de compléter l'article en donnant les références utiles à sa vérifiabilité et en les liant à la section « Notes et références ».
Pour les articles homonymes, voir Le Pays.
Le Pays était un quotidien suisse jurassien de langue française édité à Porrentruy entre 1873 et 1993, puis il fusionne avec Le Démocrate pour donner naissance au Quotidien jurassien.

## Historique
En 1873, Le Pays a été fondé par Ernest Daucourt, un jeune avocat de vingt-cinq ans. Il prend le relais de La Gazette jurassienne, journal politique conservateur fondé en 1861. Le nouveau journal naît à l'heure des luttes religieuses et des affrontements politiques[Lesquels ?]. Le premier numéro du Pays, organe des catholiques du Jura, paraît sous forme de bi-hebdomadaire le 3 août 1873. 
En 1923, il devient quotidien après son rachat par La Bonne Presse du Jura, société coopérative.
En 1993, Le Pays a fusionné avec Le Démocrate pour donner naissance au Quotidien jurassien.

## Description
Tout au long de son histoire, Le Pays est de tous les combats pour défendre avec ardeur la présence, l'identité et l'idéal de la patrie jurassienne[passage promotionnel].